# Macromitrium tosae
Macromitrium tosae là một loài rêu trong họ Orthotrichaceae. Loài này được Besch. mô tả khoa học đầu tiên năm 1898.